# Op5 Monitor
op5 Monitor es un producto de software para Monitorización de redes basado en el producto de código abierto Nagios, promovido y desarrollado por op5 AB. op5 Monitor muestra el estado, situación y rendimiento de la red y las TI que se están monitorizando y tiene integrado el registro de los logs del sistema, op5 Logger. La empresa comercializa el software descargable que controla, visualiza y soluciona los problemas de TI recogiendo la información tanto del Hardware como del software, sea virtual y/o en los servicios basados en la nube.

## Historia
La compañía fue fundada en 2004 por Jan Josephson y Fredrik Åkerström en Estocolmo, Suecia el actual director general es Jonas Vestin. La compañía fue concebida para crear una solución de monitorización que pudiera tratar grandes entornos de TI.

## Management Packs
Los módulos de administración (en inglés Management Packs) son los contenedores de las métricas de monitorización predefinidas. Los usuarios pueden crear su propio módulo de administración y establecer su estándar sobre la forma de monitorizar un dispositivo específico dentro de la red.
- Management pack DNS server[7]
- Management pack Generic server[7]
- Management pack Standalone VMware ESXi virtualization host[8]
- Management pack Web server with HTTPS[9]
- Management pack Web server.json[7]
- Management pack Windows server[7]

## Extensiones de op5 Monitor
Las extensiones de op5 son un conjunto de productos que lo dotan de funcionalidades específicas que mejoran aún más el control.
- op5 Monitor Peer: Extensión para realizar una monitorización escalable.[11]
- op5 Monitor Poller: Extensión para mantener el control sobre diferentes ubicaciones.[12]
- op5 Monitor Cloud Extension: Extensión para disponer de un sistema completo en la nube.[13]

## Complementos de op5 Monitor
Los complementos de op5 Monitor son desarrollados normalmente por los partners u otras compañías desarrolladoras de software para su propia extensión o integración con op5 Monitor.
- JIMO integration es un complemento para JIRA: Con el cual obtenemos una comunicación de dos vías entre op5 Monitor y JIRA. Desarrollado por Mogul.[14][15][16]
- NetApp monitoring: Es el complemento para poder monitorizar sistemas de almacenamiento de datos "NetApp".[17]
- Bischeck add-on: El complemento Bischeck es un proyecto de código abierto que proporciona la monitorización de aplicaciones y procesos con comportamiento dinámico.[18]

## Premios y Acreditaciones
op5 ha sido mencionado en artículos de prensa, y ha recibido variados premios tales como Cool Vendor premiado por Gartner en 2010.
- 2013 Red Herring 100 Global Winner[23]
- 2012 Red Herring 100 Europe Winner[24]
- 2010 Obtención de la clasificación de crédito AAA.[25]
- 2008 Acreditado como "Fast 500 EMEA" premiado por Deloitte Technology.[26]